# Hikaru Umakoshi
Hikaru Umakoshi (japanisch 馬越 晃 Umakoshi Hikaru; * 13. Juli 2005 in Imabari, Präfektur Ehime) ist ein japanischer Fußballspieler.

## Karriere
Hikaru Umakoshi spielt seit mindestens 2022 in der Jugend des FC Imabari. Die erste Mannschaft spielt in der dritten japanischen Liga. Sein Drittligadebüt gab der Jugendspieler am 28. August 2022 (22. Spieltag) im Auswärtsspiel gegen den Kagoshima United FC. Bei dem 4:3-Auswärtserfolg wurde er in der 81. Minute für Haruki Matsui eingewechselt. Am 1. Februar 2024 unterschrieb er bei seinem Jugendverein Imabari seinen ersten Profivertrag. Am Ende der Saison 2024 wurde er mit Imabari Vizemeister der dritten Liga und stieg somit in die zweite Liga auf.

## Erfolge
FC Imabari
- Japanischer Drittligavizemeister: 2024  ▲